# JQT
Cette page contient des caractères spéciaux ou non latins. S’ils s’affichent mal (▯, ?, etc.), consultez la page d’aide Unicode.
JQT (coréen : 제이큐티) est un ancien girl group sud-coréen produit par GP Entertainment. 

## Description
Le J présent dans le nom du groupe provient de la lettre commune dans chacun des noms de ses membres, et QT signifie Quality et Quartet. Trois des quatre membres sont issues du groupe i-13, un autre girl group considéré comme l'équivalent féminin de Super Junior mais n'ayant pas perduré faute d'argent. Les trois anciennes i-13 sont Park Min Jeong, Lee Ji Eun et Park Ga Jin. La quatrième, Joo Min Sun, a été sélectionnée parmi 200 personnes lors d'une audition. Mais en septembre 2011, Min Sun décide de se retirer du groupe afin de se consacrer à une carrière d'actrice. Elle est alors remplacée par Lee Jin Kyung. Le 20 février 2012, GP Entertainment annonce la dissolution du groupe.

## Historique
Fin septembre 2009, une vidéo teaser circulant sur différents sites web coréens attire l'attention des internautes. On y voit trois hommes y répandre les lettres JQT dans tout Séoul à l'aide de bombes de peinture et autres papiers colorés. La majorité des gens pensent alors qu'il s'agit d'un nouveau boys band, mais il est finalement annoncé quelques jours plus tard que JQT est en réalité un nouveau groupe composé de quatre filles, dont trois ex i-13. Le 12 octobre a lieu leur première showcase en ligne, ainsi que la sortie de leur digital single et de leur MV, permettant de découvrir leurs deux premières chansons : Banhaesseo (I Fell For You) et No No No. S'ensuit une série de lives dans diverses émissions coréennes jusqu'en décembre 2009. Elles chantent également durant cette période la version coréenne de l'opening de l'anime Shugo Chara !! Doki, dont la chanson s'appelle Pitapat Pitapat Yeah ! Yeah !.
Puis, JQT tombe dans l'oubli, ne donnant aucun signe de vie, laissant ainsi penser que le groupe s'est séparé, faute de succès. Il faudra attendre fin avril 2010 pour que leur site officiel donne de brèves nouvelles, et annonce un futur come-back. Puis après une nouvelle attente jusqu'au mois d'août, leur retour se précise, avec notamment la sortie d'une nouvelle vidéo teaser. Le 13 août sort enfin leur second digital single accompagné de leur MV, qui se veut plus mature et féminin (Ce qu'on leur reprochait à leur début). Le même jour elles font également leur come-back dans l'émission Music Bank en chantant Algeo eopjanha (No Need To Know). Depuis, elles enchaînent les lives, plus nombreux que lors de leur première promotion, accédant ainsi pour la première fois à Music Core et Inkigayo. Après leur promotion qui s'étend jusqu'au mois d'octobre, JQT part au Cambodge du 21 au 24 pour réaliser quelques concerts, conférences de presse et dédicaces où elles seront très bien accueillies. Les filles reprennent aussi un peu plus tard la chanson Ah ! Republic of Korea à l'occasion du G20.
JQT commence l'année 2011 avec un nouvel et premier mini album, PeeKaBoo. Mais quelques jours avant sa promotion sur scène, Min Jeong glisse sur du verglas en rentrant à son dortoir et se blesse au visage. Finalement, leur retour ne sera pas repoussé mais leurs performances télévisées seront limitées, Min Jeong devant se rendre à l'hôpital et porter un cache-œil. À la mi-février, un reportage est consacré à JQT par Arirang TV, permettant ainsi de découvrir un peu plus leur quotidien.
Elles prennent également la pose lors d'un photoshoot pour le magazine Maxim Korea (Édition du mois de mars), et deviennent à partir du mois d'avril les modèles exclusives de la marque de cosmétiques The Skin Shop. JQT s'envole ensuite au Kazakhstan, pour participer à un concert organisé le 5 mai à l'occasion du festival Korea Year. 
Un retour est annoncé pour l'automne, avec une sortie à la fois en Corée et aux États-Unis. En effet, JQT a été choisi par le producteur Melvin Brown et les compositeurs Ray & Renny pour réaliser un album américain. Une conférence de presse, organisée le 11 mai à l'Hôtel Ritz-Carlton de Séoul, précise et officialise le projet. JQT part donc pour les États-Unis le 19 mai, plus précisément à Los Angeles. Elles y resteront environ un mois, et iront notamment avec Melvin Brown dans la maison de disques Capitol Records afin d'y négocier un contrat. Après une écoute de PeeKaBoo, les membres du personnel voient en elles du potentiel et félicitent leurs talents, désirant les faire signer. Un tour du monde avec Akon est aussi au programme. À la suite de cela, JQT se rend au Vietnam le 23 juin pour une dizaine de jours, afin de participer à une série d'émissions de télé et à diverses showcases. 
N'oubliant pas pour autant les fans coréens, un clip vidéo est réalisé en juillet avec des vidéos prises durant leur voyage aux États-Unis, le tout accompagné de la musique One By One. JQT sort également une courte chanson au mois d'août appelée Tok Tok Song, pour promouvoir la marque de traitement de l'acné Cleocin. Puis coup de théâtre début septembre, Min Sun décide de se retirer du groupe à quelques mois du début américain de JQT pour se concentrer pleinement à son rêve : devenir actrice. Ne souhaitant pas laisser le groupe à trois, GP Entertainment décide de la remplacer par Jin Kyung. GP Entertainment dément aussi la rumeur comme quoi il y aurait des tensions entre les quatre filles. La nouvelle membre est alors dévoilée en photo via le site The Skin Shop en tant que modèle exclusive (Tout comme l'était Min Sun), puis de manière plus officielle par GP Entertainment le 17 octobre. JQT poursuit son tour du monde avec une showcase réalisée à Bangkok le 27 octobre, associée au lancement de la marque The Skin Shop en Thaïlande. Elles y ont également interprété pour la première fois une chanson de leur futur album américain, appelée Overdose.

## Dissolution
Le 20 février 2012, Soompi France annonce que leur contrat a expiré en décembre dernier et les membres n’ont pas souhaité le renouveler. L’agence GP Entertainment a confirmé cela : « Les membres de JQT ne souhaitaient pas renouveler leur contrat avec GP, c’est pour cette raison que nous avons pris la décision de dissoudre le groupe ». 
Les trois membres Ga Jin, Min Jung et Ji Eun ont rejoint Lee Ji Hoon et l’agence EC Ebenezer pour former un nouveau groupe de cinq filles nommé S The One. Le groupe débutera au mois de mars aux États-Unis, reprenant les chansons de leur album américain avec les JQT.

## Membres
- Min Jeong (Park Min Jeong) (Hangul : 박민정), née le 3 février 1990 : En raison de son apparence mignonne et une voix posée, elle a une base de fans plus large que celle des autres membres. Elle poursuit actuellement ses études à Suwon University et prend des cours de théâtre. Parce qu'elle est le leader, elle prend souvent soin des autres membres. Son surnom est Sleepyhead parce qu'elle aime faire beaucoup de siestes.
- Ga Jin (Park Ga Jin) (Hangul : 박가진), née le 10 janvier 1990 : Tout comme Amber des f (x), elle a suscité l'intérêt de nombreux internautes à cause de son apparence un peu garçon manqué. Lorsqu'elle finit de s'entrainer, elle retourne toujours à son dortoir et se met à lire. Elle a déclaré qu'elle souhaitait élargir sa carrière d'actrice tout en étant dans JQT. Actuellement[Quand ?], elle étudie à l'Université d'Hanseo et en est à sa première année.
- Ji Eun (Lee Ji Eun) (Hangul : 이지은), né le 23 octobre 1987 : Depuis l'école élémentaire, elle a déjà de l'expérience en chant. Lorsque Fin. KL était encore populaire, Lee Ji Eun a été dans un groupe qui chante le refrain et a eu l'occasion de chanter la partie de Lee Hyori. C'est comme cela que Lee Hyori est devenue son modèle, ce qui lui a donné envie d'avoir un style sexy.
- Jin Kyung (Lee Jin Kyung) (Hangul : 이진경) : Jin Kyung a été choisie pour être la nouvelle membre du groupe JQT, à la suite du retrait de Min Sun le 5 septembre 2011. Sa date de naissance n'ayant pas encore été dévoilée, on sait néanmoins qu'elle est âgée de 18 ans, ce qui fait d'elle la nouvelle maknae[Quoi ?] du groupe. Son amour de la danse l'aurait très vite rapprochée des autres membres de JQT. Elle remplace également Min Sun dans son rôle de modèle exclusive pour la marque de cosmétiques The Skin Shop.

### Anciennes membres
- Min Sun (Joo Min Sun) (Hangul : 주민선), née le 25 janvier 1987 : Son rêve était de devenir actrice (diplômée avec une spécialisation en médias de radiodiffusion), elle a auditionné avec son amie et a été choisi entre 200 personnes.

## Chronologie
| Members   | 2009 | 2010 | 2011      | 2011             | 2012            | 2012 |
| Members   | 2009 | 2010 | Septembre | Octobre-Décembre | Janvier-Février |      |
| --------- | ---- | ---- | --------- | ---------------- | --------------- | ---- |
| Ji Eun    |      |      |           |                  |                 |      |
| Min Sun   |      |      |           |                  |                 |      |
| Ga Jin    |      |      |           |                  |                 |      |
| Min Jeong |      |      |           |                  |                 |      |
| Jin Kyung |      |      |           |                  |                 |      |

## Discographie
Digital singles
- Bling Bling (2012)
- Fourfume (2013)
- G20 Seoul (2010)

Mini albums
- PeeKaBoo (2014)

Collaborations
- Shugo Chara !! Doki OST (2009)
- Sesang, Gajang Areumdaun Sarameun Dangsinijyo (2008)

## Prix
| Années | Prix                                                                                       |
| ------ | ------------------------------------------------------------------------------------------ |
| 2010   | - 18th Korean Culture Entertainment Awards: New Generation Popular Music Teen Singer Award |